# Калликрат (архитектор)
Калликра́т (др.-греч. Καλλικράτης, род. ок. 470 г. до н. э., † 420 г. до н. э.) — древнегреческий архитектор середины V века до н. э., работавший в Афинах. Принимал участие в воплощении в жизнь архитектурной программы Перикла. Построил по проекту Иктина Парфенон (447—438 год до н. э.). Калликрат считается также архитектором храма Ники Аптерос (427—424 до н. э.) — сходство этого храма с храмом на реке Илисс (разрушен в 1778) неподалёку от Афин позволило приписать последний Калликрату. Кроме того, Калликрат в 443—442 до н. э. завершил сооружение Длинных стен, защитивших дорогу из Афин в Пирей.
В честь Калликрата назван кратер на Меркурии.